# ام‌اس‌سی ارکستر
ام‌اس‌سی ارکستر (به انگلیسی: MSC Orchestra) یک کشتی است که طول آن ۹۶۴ فوت (۲۹۳٫۸۳ متر) می‌باشد. این کشتی در سال ۲۰۰۷ ساخته شد.